# Zona Cesarini (programma radiofonico)
Zona Cesarini è un programma radiofonico italiano sportivo, in onda su Rai Radio 1.

## Storia e programmazione
Nasce nel 1999 con il caporedattore Marco Martegani e andava in onda anche il venerdì dalle 21:00 fino alle 23:50 (nel palinsesto invernale). Zona Cesarini si occupa principalmente dell'attualità sportiva degli sport più importanti, ma con particolare riguardo anche agli altri ambiti sportivi meno seguiti, con approfondimenti, interviste e curiosità. All'interno di Zona Cesarini trovano frequentemente spazio le radiocronache di calcio, pallavolo, pallacanestro, tennis, pallanuoto ecc. Non di rado, vengono trasmessi in diretta eventi importanti come le partite della nazionale italiana di calcio, le partite di Champions League e Europa League, anticipi e posticipi di serie A e B, nonché le giornate infrasettimanali del massimo campionato di calcio, ospitando all'interno la trasmissione storica di "Tutto il calcio minuto per minuto". La trasmissione radiofonica fu condotta i primi tre anni per oltre 500 puntate (dall'ottobre del 1999 al giugno del 2002) da Maurizio Ruggeri. La trasmissione è andata in onda poi, dal 2002 fino a marzo 2014, dal lunedì al giovedì dalle 21:00 alle 23:00 (nel palinsesto invernale). I conduttori di questo programma sono stati, tra gli altri: Riccardo Cucchi, Lia Capizzi (già a Sky Italia), Gianni Bianco (ora al TG3, caporedattore della Cronaca), Barnaba Ungaro (attualmente impiegato nella sede RAI del Veneto), Luigi Coppola (già capo redattore della Redazione Sportiva di Radio1 Rai, nel periodo in veste di opinionista), Ugo Russo, Doriana Laraia (ora al TG2), Massimo Barchiesi, Filippo Corsini, Paolo Zauli, Simonetta Martellini, Giovanni Scaramuzzino, Giuseppe Bisantis, Daniele Fortuna, Manuela Collazzo, Emilio Mancuso, Giacomo Prioreschi (saltuariamente dal 2023). Dall'aprile 2014, con il direttore Flavio Mucciante, la trasmissione ritorna, di nuovo, in onda anche il venerdì dalle 21:05 alle 23.00. Il conduttore, per oltre 15 anni, in totale, è stato Maurizio Ruggeri Fasciani (per un breve periodo in coppia con Savino Zaba, subentrato dal settembre 2018 e fino al 2020, solo per la parte musicale e non quotidianamente). Dal 2020 la parte musicale è stata affidata ad Elisabetta Grande, che già da anni si presta al microfono a periodi, nei vari programmi sportivi, in concerto con il conduttore, sempre per l'ambito musicale, e l'apertura del programma è stata anticipata alle 20.55, ma nuovamente ripristinata alle 21.05, poi dal gennaio 2022.
Da settembre 2022 torna in conduzione Savino Zaba, per la parte musicale, ma solo fino all'estate del 2023. Dal settembre del 2023, infatti, la parte musicale ritorna, nuovamente, ad Elisabetta Grande. E sempre dal settembre del 2023, la trasmissione verrà condotta a rotazione dai giornalisti della Redazione Sportiva (tra gli altri, Massimiliano Graziani, Nico Forletta, Diego Carmignani, Massimo Barchiesi, Manuela Collazzo, Guido Ardone, Giacomo Prioreschi). Fin dal 2002, in redazione (preparazione) e durante la messa in onda (realizzazione), assistenza al programma e regia, per la cura dei contenuti web, Social Media Manager (web content, editor, gestione piattaforme socials), video maker, e per i rapporti con il pubblico, nonché in qualità di Programmista Multimediale del programma, Producer e autore, è sempre stato presente Antonio Tisi, (meglio conosciuto come Toni Tisi).
Il nome del programma deriva dall'omonima espressione del gergo calcistico.